# Curso de Verão
Por cursos de Verão, escola de Verão ou universidade de Verão designa-se a cursos educativos desenhados para ser realizados durante as férias de Verão. Seus conteúdos, alcance e objetivos podem variar amplamente, mas costumam estar criados de forma complementar ao curso académico normalmente que tem lugar durante o ano.
Na educação primária costumam destinar-se a reforçar conteúdos dados durante o ano, especialmente para compensar desigualdades socioeconómicos no acesso à educação. Assim, pode se usar simplesmente como ampliação do curso para alunos que não tenham obtido qualificações suficientes para passar de nível ou empregar-se para diminuir a diferença socioeconómica que tem lugar durante o Verão. Este mecanismo é especialmente característico das escolas de Verão nos Estados Unidos.
Na educação secundária, costumam ser utilizados como preparação para a Universidade ou outros tipos de educação superior. Em alguns sistemas universitários, a realização de cursos de Verão pode ser tida em conta para a admissão numa universidade mais especificamente. Paralelamente, mantém-se o uso destes cursos para corrigir desigualdades, podendo ser usado como preparação adicional para elevar o nível primeiramente dos estudantes e assim aumentar as taxas de sucesso durante o curso. É habitual que sejam também atividades sociais, usadas pelas universidades para facilitar a integração de alunos procedentes de outras cidades ou regiões e dar a conhecer a instituição entre estudantes que estão em processo de eleição de universidade.
Na educação superior, costumam usar-se para incentivar a formação contínua, o debate sobre temas de interesse social e a participação dos estudantes em iniciativas culturais. É habitual que se reconheçam estas atividades como créditos de livre eleição para estudantes matriculados em alguma titulação. Os programas de Verão universitários mais desenvolvidos têm uma vertente social, tratando de atrair participantes de diferentes nacionalidades para fomentar o intercâmbio cultural e dar a conhecer aos estudantes o património histórico, natural, cultural e social das sedes onde têm lugar.
Em estudos de terceiro ciclo (pós-graduação, mestrado, doutorado) e em instituições académicas, costumam-se incluir como cursos de Verão diversos tipos de congressos, conferências ou seminários. Tipicamente tratam de temas de investigação ou divulgação do estado da arte, para gente envolvida no campo. Realizá-los no Verão diminui as incompatibilidades dos assistentes devidas a trabalhos no curso dado. Ainda que a diferença dos anteriores não se costumam reconhecer créditos académicos, a participação pode ser reconhecida para aceder a postos académicos ou valorizadas em medidas de desempenho investigador. Para professores e académicos, a assistência a estes cursos costuma ser considerada parte da formação contínua e reciclagem dos seus conhecimentos e incentivada por parte das instituições que os empregam.
As definições mais gerais de cursos de Verão incluem além dos anteriores a diversos tipos de cursos realizados em Verão e abertos a gente de todo o tipo de idades e formações. Costumam ter interesses divulgativos mais que académicos e é habitual que estejam dirigidos a adultos em idade trabalhista ou inclusive pessoas maiores (como parte de programas de universidade da experiência). Entre eles se costumam destacar as escolas de verão musicais como os Cursos de Verão de Darmstadt.

## Universidade de Verão
Uma variante importante das escolas de Verão são as universidades de Verão. Trata-se de cursos de educação superior que se dá no período de férias de Verão, e que ao não destinar seus cursos à obtenção de licenciaturas, graus, doutorados ou outras titulações, permite uma maior flexibilidade que o curso académico normal.